# 长喙兰属
长喙兰属（学名：Tsaiorchis）是兰科下的一个属，为陆生兰。该属仅有长喙兰（Tsaiorchis neottianthoides）一种，分布于中国云南屏边。